# 長項桟橋駅
長項桟橋駅（チャンハンジャンギョえき）は、大韓民国忠清南道舒川郡にかつて存在した朝鮮総督府鉄道長項貨物線の駅である。

## 歴史
- 1933年10月20日：開業。
- 1938年10月31日：廃止。